# Les gros poissons mangent les petits

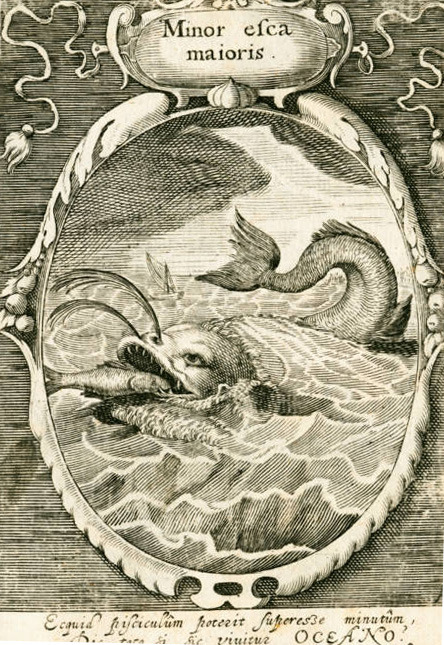
Livre d'emblèmes par Peter Isselburg, 1617, Nüremberg, Allemagne. Minor esca maioris.

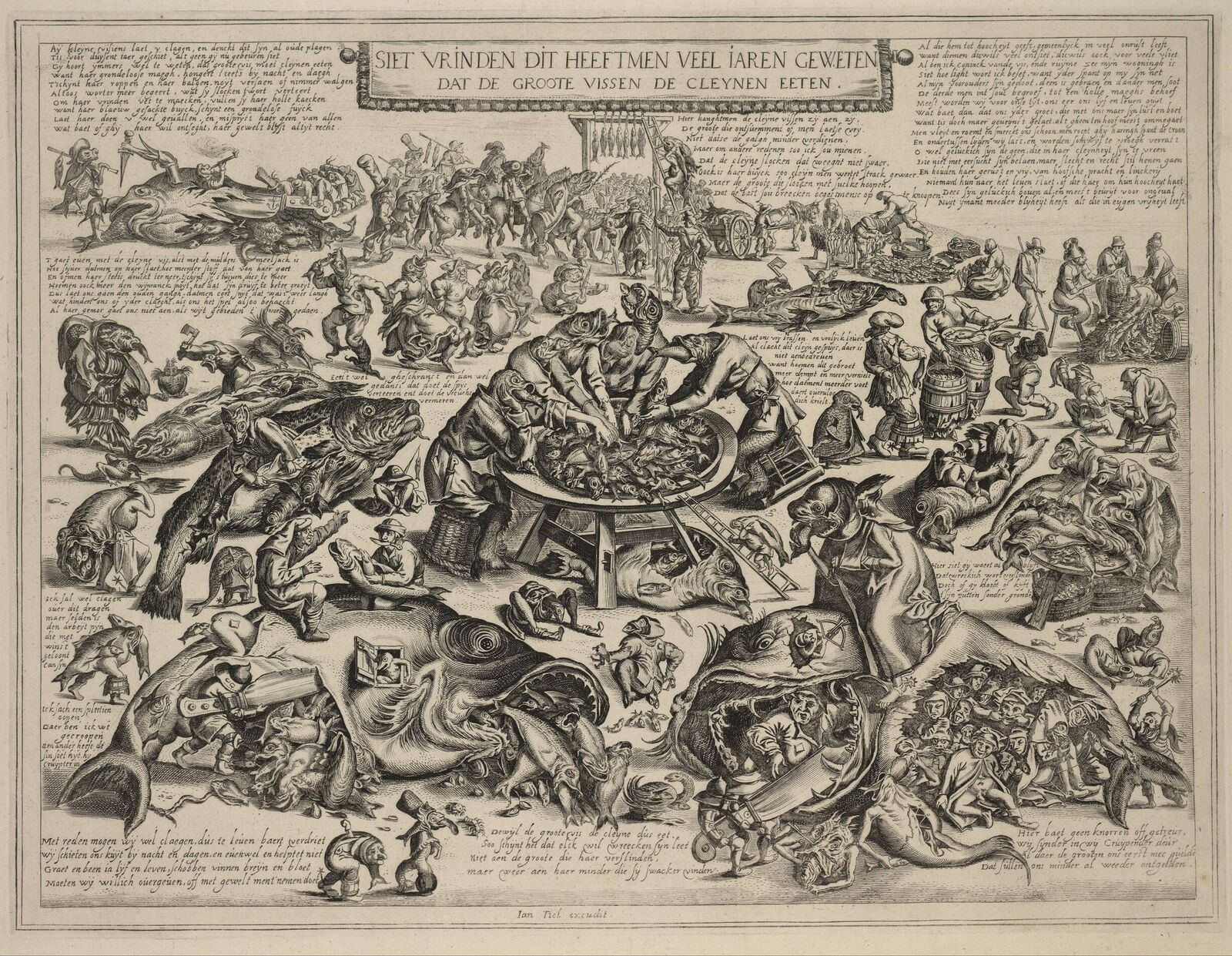
Musée Boijmans Van Beuningen - siet vrinden dit heeftmen veel jaren geweten / dat de groote vissen de cleynen eeten.

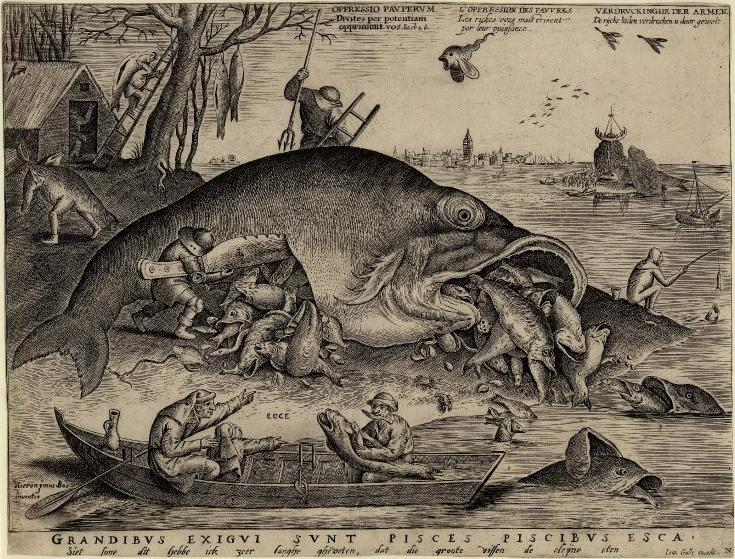
Gravure de Pieter van Der Heyden, d'après le dessin de Pieter Brueghel l'Ancien Les grands poissons mangent les petits.

Les gros poissons mangent les petits est un proverbe en français qui exprime que souvent les puissants ruinent les petits. Ce proverbe apparaît, quelquefois littéralement, dans d'autres langues, et à toutes les époques. Il fait partie de ces expressions dont on peut établir une filiation à partir des premiers écrits de l'antiquité et qui transcendent les époques et les cultures. Les Grecs et les Latins disaient « Vivre en poisson » pour signifier n'avoir d'autre loi que celle du plus fort ; mais l'histoire est peut-être venue d'Inde, car elle se trouve dans L'histoire du poisson, épisode du Mahabharata.

## En anglais
Une mention ancienne se trouve chez Shakespeare dans son Périclès :

« Second Fisherman:
Nay, master, said not I as much when I saw the
porpus how he bounced and tumbled? they say
they're half fish, half flesh: a plague on them,
they ne'er come but I look to be washed. Master, I
marvel how the fishes live in the sea.
First Fisherman:
Why, as men do a-land; the great ones eat up the
little ones: I can compare our rich misers to
nothing so fitly as to a whale; a' plays and
tumbles, driving the poor fry before him, and at
last devours them all at a mouthful: such whales
have I heard on o' the land, who never leave gaping
till they've swallowed the whole parish, church,
steeple, bells, and all. »

— Shakespeare, Périclès (2:1)

## En Inde, le Matsaya Nyaya
« S'il n'y a pas de dirigeant pour exercer la punition sur la terre », dit le Mahabharata, « le fort dévorerait les faibles comme les poissons dans l'eau. On raconte que dans les temps anciens, les gens étaient ruinés par la souveraineté, se dévorant les uns les autres comme les poissons les plus forts qui s'attaquent aux plus faibles ».
Le Matsya Nyaya - littéralement loi du poisson - décrit la situation qui prévaut en absence de lois pour protéger les plus faibles et la nécessité d'un gouvernement et de lois qui garantissent les droits de plus faibles.
«Le matsyanyâya n'est autre chose que la loi du plus fort, de celui qui gouverne en dehors de toute référence aux valeurs supérieures du dharma, de la loi socio-cosmique. Il faut au contraire que règne un monarque dharmique qui, maniant le daṇḍa, le bâton, empêche les forts d'opprimer les faibles. La terre doit évoluer de la condition a-dharmique ou pré-dharmique qui est celle de la Loi des Poissons à la soumission à l'ordre universel qu'il appartient au roi de faire régner.»
Kautilya dans son Arthashâstra, a également utilisé cette théorie pour décrire pourquoi un État devrait améliorer sa taille et sa sécurité. Selon cette loi, sous l'Empire maurya, seulement quatre grande janapada (en) subsistent, les autres s'étant fait incorporer.

## En philosophie

Jeune hareng (38 mm) observé via un EcoSCOPE chassant des copépodes - le poisson s'approche par le bas et attrape chaque copépode individuellement. Au milieu de l'image, un copépode s'échappe avec succès vers la gauche.

### Fragments
Le poisson se trouve au cœur de récits stigmatisant l'humanité réduite à l'état d'animal, dans la Bible d'abord, chez Hésiode aussi, dans une exhortation à la justice: « Telle est la loi que le fils de Saturne a imposée aux mortels. Il a permis aux poissons, aux animaux sauvages, aux oiseaux rapides de se dévorer les uns les autres, parce qu'il n'existe point de justice parmi eux ; mais il a donné aux hommes cette justice, le plus précieux des biens. »
La nature a été la source d'une éthique, parce que l'on considérait que la nature était bonne. « Se demander si la nature est bonne ou mauvaise, c'est à peu près aussi intelligent que de demander si un quatuor à cordes est jaune ou bleu! » nous dit Rémi Brague.
La loi de la lutte pour la survie des espèces met en lumière la faiblesse d'une autre thèse de l'éthique biocentrique: son individualisme. Taylor a cependant prévu toutes ces objections; aussi, il a intégré dans son éthique la règle de la justice restitutoire: je dois compenser la perte, la destruction, le mal que j'ai faits aux êtres vivants, en créant des conditions favorables à la préservation de espèces, par exemple.

### Chez Spinoza
D'après les mots de Spinoza, « les gros poissons mangent les petits », dans l'état primitif naturel, c'est la justice biologique où règnent les règles cruelles de la lutte pour la survie, de la sélection naturelle et du droit du plus fort, qui forme le droit: « Les poissons sont déterminés par la Nature à nager, les grands poissons à manger les petits ; par suite les poissons jouissent de l'eau, et les grands mangent les petits, en vertu d'un droit naturel souverain ».
« C'est pourquoi, parmi les hommes, aussi longtemps qu'on les considère comme vivant sous l'empire de la Nature seule, aussi bien celui qui n'a pas encore connaissance de la Raison, ou qui n'a pas encore l'état de vertu, vit en vertu d'un droit souverain, soumis aux seules lois de l'Appétit, que celui qui dirige sa vie suivant les lois de la Raison. C'est-à-dire, de même que le sage a un droit souverain de faire tout ce que la Raison commande, autrement dit de vivre suivant les lois de la Raison, de même l'ignorant, et celui qui n'a aucune force morale, a un droit souverain de faire tout ce que persuade l'Appétit, autrement dit de vivre suivant les lois de l'Appétit. C'est la doctrine même de Paul qui ne reconnaît pas de péché avant la loi, c'est-à-dire tant que les hommes sont considérés comme vivant sous l'emprise de la Nature. »

## Expressions latine
- Piscem vorat maior minorem.
- Qui pote, plus urget, piscis ut. saepe minutas magna comest (celui qui est le plus fort opprime, comme le grand poisson mange souvent le moindre - Varron. Non. p. 81. 9);
- Potentes plebem opprimunt (les puissants ruinent les petits)[2];
- Grandibus exigui sunt pisces piscibus esca (« Les petits poissons sont la nourriture des gros » Sur une gravure de Pieter van Der Heyden- début XVIIe siècle)
- Pisces maiores constat glutire minores: Sic homo maioris sepe fit esca minor (Il est évident que les plus gros poissons mangent les plus petits: Ainsi de même un homme gras mangeras le maigre;

## Expressions dans d'autres langues
Cette expression trouve son équivalent dans différentes langues:
- en anglais - « men live like fish; the great ones devour the small »;
- en italien - « i pesci grossi mangiano i piccini »;
- en catalan - « els peixos grossos es mengen els petits »;
- en espagnol - « los peces mayores se tragan los menores » ou « el pez grande se come al chico[16] »;
- en allemand - « große Fische fressen kleine Fische »;
- en irlandais - « na h-éisg bheaga a bheathuigheas na h-éisg mhóra »;
- en russe - « Большая рыба маленькую целиком глотает »;
- en portugais - « peixe grande come peixe pequeno »;
- en galicien - « o peixe grande sempre come ó pequeno »;
- en chinois - 大鱼吃小鱼 (dà yú chī xǎo yú) »;
- en arabe : الكبير ياكل السمك الصغير »;
- en turc - « büyük balık, küçük olanı yer »;
- en grec - « το μεγάλο ψάρι τρώει το μικρό »;